# Hnojník inkoustový
Hnojník inkoustový (Coprinopsis atramentaria) je stopkovýtrusá houba z čeledi křehutkovité (Psathyrellaceae).

## Popis
Klobouk je v mládí vejčitě uzavřený, 3–7 cm vysoký, později zvoncovitý nebo kuželovitý a 4–10 cm široký. Po délce je rýhovaný a na okraji nerovnoměrně zprohýbaný. Původní popelavě šedé až šedohnědé zbarvení se s postupným dozráváním výtrusů mění v černavé, od okraje do středu klobouku. U zralých plodnic probíhá autolýza. Povrch klobouku pokrývají v mládí jemné, hnědavé šupinky, které pak slizovatí a stírají se.
Lupeny jsou husté, volné, v mládí bělavé až našedlé. S postupným dozráváním hnědnou a ve zralém stádiu zčernají a rozplývají se.
Třeň je 7–18 cm dlouhý, 1–1,5 cm tlustý, válcovitý, bílé barvy s hedvábným leskem. Zprvu je plný, později dutý, bez prstenu (často může být na třeni hrbol, připomínající prsten). Naspodu bývá kroužkovitě či prstencovitě zduřelý s kuželovitě zašpičatělou bází.
Výtrus (8–11 × 5–6 µm) je elipsoidní až mandlovitý s klíčním pórem.
Výtrusný prach je umbrově hnědý až černohnědý.

## Výskyt
Plodnice vyrůstají velice rychle v trsech z tlejícího, v zemi ukrytého dřeva a do druhého dne mizí. Houbu můžeme najít od jara až do podzimu především na polích, v zahradách, při cestách i na jiných místech s vyšším obsahem dusíku → saprofytická houba.

## Využití
Mladé plodnice hnojníku inkoustového jsou jedlé a chutné. Po jídle připraveném z tohoto i z jiných druhů hnojníků se však nesmí pít alkoholické nápoje, jinak se do 2 hodin po požití objeví příznaky otravy.
Dříve se používal k získání jemného inkoustu, který byl vyráběn z roztékajících se klobouků s trochou vody a špetkou hřebíčku. Výtrusy proniknou hluboko do struktury papíru a zápis se stává prakticky nesmazatelný.

## Nežádoucí účinky
Hnojník inkoustový obsahuje chemickou látku nazývanou koprin. Koprin se v lidském těle rozštěpením peptidové vazby rozkládá na 1-aminocyklopropanol, který inaktivuje enzym acetaldehyddehydrogenázu, odpovědný za druhý stupeň primární cesty odbourávání alkoholu. V těle se tak hromadí toxický acetaldehyd, který způsobuje vlastní otravu. Efekt na člověka je shodný s účinkem léčiva disulfiramu, používaného k léčbě závislosti na alkoholu, zvaného komerčně antabus, a je tedy nazýván antabusový efekt.

## Synonyma
- Agaricus atramentarius Bull., Herb. Fr. 6: tab. 164 (1786)
- Agaricus luridus Bolton, Hist. fung. Halifax (Huddersfield) 1: 25 (1788)
- Agaricus plicatus Pers., Tent. disp. meth. fung. (Lipsiae): 62 (1797)
- Agaricus sobolifer Hoffm., Nomencl. fung. 1: 216 (1789)
- Coprinus atramentarius (Bull.) Fr., Epicr. syst. mycol. (Upsaliae): 243 (1838) [1836–1838]
- Coprinus atramentarius (Bull.) Fr., Epicr. syst. mycol. (Upsaliae): 243 (1838) [1836–1838] var. atramentarius
- Coprinus atramentarius var. crassivelatus Bogart, The Genus Coprinus in Washington and Adjacent Western States [Ph.D. dissertation] (Seattle): 100 (1975)
- Coprinus atramentarius var. crassivelatus Bogart, Mycotaxon 10(1): 173 (1979)
- Coprinus atramentarius var. soboliferus (Fr.) Rea, Brit. basidiomyc. (Cambridge): 502 (1922)
- Coprinus luridus Fr., Epicr. syst. mycol. (Upsaliae): 243 (1838) [1836–1838]
- Coprinus plicatus Gray, Nat. Arr. Brit. Pl. (London) 1: 634 (1821)
- Coprinus sobolifer Fr., Epicr. syst. mycol. (Upsaliae): 243 (1838) [1836–1838]
- Pselliophora atramentaria (Bull.) P. Karst., Bidr. Känn. Finl. Nat. Folk 32: 529 (1879)[3]